# Salvador Sevilla i Albert
Salvador Sevilla i Albert (Monòver, Valls del Vinalopó, 1902 - Sabadell, Vallès Occidental, 1981) fou un pastor episcopalià valencià.
Com a laic col·laborà en diverses tasques a la parròquia de València. Fou ordenat diaca i prevere (1951) i exercí el seu ministeri a l'Església del Crist de Sabadell (1953-1968). Presidí durant uns anys l'Església Espanyola Reformada Episcopal, d'obediència anglicana.